# Neohelota tumaka
Neohelota tumaka là một loài bọ cánh cứng trong họ Helotidae. Loài này được Ohta miêu tả khoa học năm 1929.